# Analgetik
Analgetiki so protibolečinska zdravila in imajo po ATC-klasifikaciji oznako N02. Izraz izhaja iz grških besed an = brez in algia = bolečina. Analgetiki na različne načine delujejo na periferni in centralni živčni sistem. Mednje štejemo paracetamol (acetaminofen), nesteroidna protivnetna zdravila (NSAID), kot so salicilati; in narkotična zdravila, kot so morfij in sintetična zdravila z narkotičnimi učinki, npr. tramadol, in številna druga. Nekatere vrste zdravil, ki jih običajno ne prištevamo k analgetikom, se uporabljajo pri zdravljenju nevropatskih bolečinskih sindromov; ti vključujejo triciklične antidepresive in antikonvulzive. Za analgetični učinek se uporabljajo tudi lokalni anestetiki.

## Analgetiki
- Paracetamol: komercialna imena, npr. ben-u-ron®, Captin®, Fensum®, Mexalen®, Paedialgon®, Paracetamol-Hexal, Perfalgan®. V ZDA se imenuje Tylenol® (McNeil-PPC, Inc.), Anacin-3® ali Datril®, v Aziji, Avstraliji, Švici in Veliki Britaniji je naprodaj kot Panadol®, v Grčiji kot Depon®, v Turčiji kot Minoset® ter v Sloveniji kot Lekadol® in Daleron®.

- Nesteroidna protivnetna zdravila: aspirin, celekoksib, diklofenak, diflunisal, flurbiprofen, ibuprofen, indometacin, ketoprofen, ketorolak, meloksikam, naproksen, piroksikam, rofekoksib, valdekoksib, sulindak itd.

- Opiati: alfentanil, buprenorfin, karfentanil, kodein, kodeinon, dekstropropoksifen, diamorfin (heroin), hihidrokodein, fentanil, hidrokodon, hidromorfon, metadon, morfin, morfinon, nalbufin, oksikodon, oksimorfon, pentazocin, petidin, propoksifen, remifentanil, sufentanil, tramadol.

### ATC-klasifikacija
N02A – Opioidi (Opioida)
N02B – Drugi analgetiki in antipiretiki (Alia analgetica et antipyretica)
N02C – Zdravila proti migreni (Antihemicranica)